# موش‌های موزخوار متفاوت
موش‌های موزخوار متفاوت (نام علمی: Paramelomys) نام یک سرده از زیرخانواده نیاموشان است.